# Навітролла
Навітролла (ест. Navitrolla; справжнє ім'я Хейкі Тролла (Heiki Trolla); нар. 10 серпня 1970) — естонський художник.

## Біографія
Дитинство провів у селі Наві (Navi), звідки й походить його псевдонім. З юнацьких років навчався у місцевого графіка техніці малюнку й графіки.
З 1993 року почав цим займатись професійно та швидко став популярним завдяки своєму наївному стилю малюнку.
У 1997–2001 роках Навітролла почав активно виставлятись у галереях Таллінна й Тарту. Нині Галерея Навітролли розміщується у Старому місті в Таллінні, де кожен може познайомитись із його працями.
Сам Навітролла живе та працює у Південній Естонії.

### Освіта
- Закінчив Трирічну художню студію Viive Kuksi.
- Брав участь 1990 року в утворенні «Lüliti».
- Виставки 1989 року (Таллінн, Тарту, Тампере, Гельсінкі, Лондон, Лісабон).
- Навчався у Тартуському університеті за спеціальністю геологія.

## Творчість
Стилі: живопис, графіка та сюрреалізм.
Мистецтво в дусі минулого століття не притаманне сучасному суспільству, й саме тому творчість Навітролли настільки відзначається глядачами.
Його творчість можна класифікувати як наївізм, один із напрямків сюрреалізму. Одним із найбільш грандіозних проектів художника є… судно Galaxy фірми Tallink. У всіх без винятку туристів, які подорожують між Гельсінкі й Таллінном, розписаний зайчиками, жирафами, кішками та собаками лайнер викликає широку посмішку.

### Виставки
Виставки Навітролли проходять як в Естонії, так і за рубежем. У січні 2008 року відбулась його виставка Тейт Модерн у Лондоне.

## Родинні зв'язки
Дядько Навітролли — естонський філософ Енн Касак.